# آلفردو لنچی
آلفردو لنچی (انگلیسی: Alfredo Lenci؛ ۱۸۷۳ – ۱۹۵۹) فیلم‌بردار اهل ایتالیا بود.
از فیلم‌های او می‌توان به جنگجویان صلیبی، مسالینا و پیراهن سیاه اشاره کرد.